# Баба (село)
Баба (укр. Баба) — село,
Засульский сельский совет,
Недригайловский район,
Сумская область,
Украина.
Код КОАТУУ — 5923581302. Население по переписи 2001 года составляло 253 человека.

## Географическое положение
Село Баба находится в 4-х км от правого берега реки Сула.
На расстоянии до 1,5 км расположены сёла Зелёное, Дараганово и Берёзки.
По селу протекает пересыхающий ручей с запрудой.
К селу примыкает небольшой лесной массив. 
Через село проходит автомобильная дорога Т-1917.

## Объекты социальной сферы
- Дом культуры.